# Listopad 2020

## 29 listopada
- Odbył się finał 18. Konkursu Piosenki Eurowizji dla Dzieci, wygrała przedstawicielka Francji Valentina Tronel[1].

## 26 listopada
- Pandemia COVID-19: Według stanu na 26 listopada liczba potwierdzonych zachorowań na całym świecie przekroczyła 60 milionów osób, zaś liczba zgonów to ponad 1,4 miliona[2].

## 25 listopada
- Ingrida Šimonytė objęła urząd premiera Litwy[3].
- W wieku 60 lat zmarł argentyński piłkarz Diego Maradona[4]
- W wieku 67 lat zmarł Zenon Plech, pięciokrotny żużlowy mistrz Polski i 11-krotny medalista mistrzostw świata[5].

## 22 listopada
- W zamykającym sezon profesjonalnych rozgrywek tenisowych mężczyzn turnieju ATP Finals zwyciężyli: Rosjanin Daniił Miedwiediew w grze pojedynczej oraz holendersko-chorwacki debel Wesley Koolhof–Nikola Mektić w grze podwójnej[6][7].

## 15 listopada
- Pandemia COVID-19: Według stanu na 15 listopada liczba potwierdzonych zachorowań na całym świecie przekroczyła 53 milionów osób, zaś liczba zgonów to ponad 1,3 miliona[8].
- Maia Sandu zwyciężyła w wyborach prezydenckich w Mołdawii[9][10][11].

## 12 listopada
- Juan Antonio Briceño objął urząd premiera Belize[12][13].

## 10 listopada
- W życie weszło azerbejdżańsko-armeńskie porozumienie o zawieszeniu broni, które zakończyło konflikt w Górskim Karabachu[14].

## 8 listopada
- Słoweniec Primož Roglič (Jumbo-Visma) zwyciężył w kolarskim wyścigu wieloetapowym Vuelta a España, pokonując Ekwadorczyka Richarda Carapaza i Brytyjczyka Hugh Carthy’ego. Roglič zajął również pierwsze miejsce w klasyfikacji punktowej; w klasyfikacji górskiej wygrał Francuz Guillaume Martin (Cofidis, Solutions Crédits), w klasyfikacji młodzieżowej zwyciężył Hiszpan Enric Mas (Movistar), a w drużynowej zespół Movistar[15].

## 5 listopada
- Pandemia COVID-19: Według stanu na 5 listopada liczba potwierdzonych zachorowań na całym świecie przekroczyła 48 milionów osób, zaś liczba zgonów to ponad 1,2 miliona[16].

## 4 listopada
- Rozpoczęła się interwencja zbrojna etiopskich wojsk rządowych w Tigraju[17]